# Storsjön (Stora Malms socken, Södermanland)
Storsjön är en sjö i Katrineholms kommun i Södermanland och ingår i Nyköpingsåns huvudavrinningsområde. Sjön är 10,5 meter djup, har en yta på 1,16 kvadratkilometer och befinner sig 42 meter över havet.

## Delavrinningsområde
Storsjön ingår i det delavrinningsområde (653084-152533) som SMHI kallar för Mynnar i Storsjön. Medelhöjden är 53 meter över havet och ytan är 9,88 kvadratkilometer. Det finns inga avrinningsområden uppströms utan avrinningsområdet är högsta punkten. Vattendraget som avvattnar avrinningsområdet har biflödesordning 3, vilket innebär att vattnet flödar genom totalt 3 vattendrag innan det når havet efter 71 kilometer. Avrinningsområdet består mestadels av skog (62 procent) och jordbruk (13 procent). Avrinningsområdet har 1,17 kvadratkilometer vattenytor vilket ger det en sjöprocent på 11,8 procent. Bebyggelsen i området täcker en yta av 0,13 kvadratkilometer eller 1 procent av avrinningsområdet.